# Лишна (Ботошани)
Лишна (рум. Lișna) насеље је у Румунији у округу Ботошани у општини Сухарау. Oпштина се налази на надморској висини од 237 m.

## Становништво
Према подацима из 2002. године у насељу је живело 961 становника, од којих су сви румунске националности.